# توماش کاسپرزیک
توماش کاسپرزیک (انگلیسی: Tomasz Kasprzik؛ زادهٔ ۲ ژانویهٔ ۱۹۹۳) بازیکن فوتبال اهل لهستان است.
از باشگاه‌هایی که در آن بازی کرده‌است می‌توان به باشگاه فوتبال پیاست گلیویتسه اشاره کرد.